# The Amazing Race (prima edizione)
La prima edizione di The Amazing Race (in seguito definita The Amazing Race 1) è stata registrata dall'8 marzo all'8 aprile 2001 e trasmessa su CBS dal 5 settembre al 12 dicembre dello stesso anno, mentre in Italia è andata in onda in prima visione su Adventure One dal 2 maggio al 25 luglio 2005. Nel corso della gara, sono stati visitati quattro continenti e nove paesi diversi, per un totale di più di 56.000 km percorsi.

## Episodi
| nº | Titolo originale                 | Titolo italiano          | Prima TV USA      | Prima TV Italia |
| -- | -------------------------------- | ------------------------ | ----------------- | --------------- |
| 1  | The Race Begins                  | La gara comincia         | 5 settembre 2001  | 2 maggio 2005   |
| 2  | Divide and Conquer               | Divide et impera         | 19 settembre 2001 | 9 maggio 2005   |
| 3  | Home for Some                    | Un ricovero per qualcuno | 26 settembre 2001 | 16 maggio 2005  |
| 4  | Colossal Showdown                | Sfida all'ultimo respiro | 3 ottobre 2001    | 23 maggio 2005  |
| 5  | Desert Storm                     | Tempesta nel deserto     | 10 ottobre 2001   | 30 maggio 2005  |
| 6  | Whatever It Takes to Win         | Tutto pur di vincere     | 17 ottobre 2001   | 6 giugno 2005   |
| 7  | Triumph and Loss                 | Trionfo e rovina         | 24 ottobre 2001   | 13 giugno 2005  |
| 8  | Competition to the Fullest       | Competizione al massimo  | 31 ottobre 2001   | 20 giugno 2005  |
| 9  | The Unexpected Twist             | La situazione si ribalta | 14 novembre 2001  | 27 giugno 2005  |
| 10 | To the Physical and Mental Limit | Prossimi al limite       | 21 novembre 2001  | 4 luglio 2005   |
| 11 | Fight to the Last Minute         | Corsa contro il tempo    | 28 novembre 2001  | 11 luglio 2005  |
| 12 | Race to the Finish: Part 1       | Vicini alla meta         | 5 dicembre 2001   | 18 luglio 2005  |
| 13 | Race to the Finish: Part 2       | Sprint finale            | 12 dicembre 2001  | 25 luglio 2005  |

## Ordine di arrivo ed eliminazioni
La tabella indica l'ordine di eliminazione dalla gara delle squadre. Vengono elencate le squadre, il tipo di rapporto che lega i componenti di ogni squadra (secondo la definizione ufficiale usata all'interno del programma), la posizione di arrivo di ogni tappa e il numero di Roadblock completati da ogni concorrente. Un numero in rosso indica l'eliminazione della squadra in quella tappa, un numero blu l'arrivo all'ultimo posto in una tappa a non eliminazione, un numero verde l'uso di un Fast Forward da parte della squadra. Se il numero della tappa è verde, il Fast Forward non è stato usato da nessuna squadra.
| Squadra           | Rapporto                 | Piazzamento (per tappa) | Piazzamento (per tappa) | Piazzamento (per tappa) | Piazzamento (per tappa) | Piazzamento (per tappa) | Piazzamento (per tappa) | Piazzamento (per tappa) | Piazzamento (per tappa) | Piazzamento (per tappa) | Piazzamento (per tappa) | Piazzamento (per tappa) | Piazzamento (per tappa) | Piazzamento (per tappa) | Roadblock completati |
| Squadra           | Rapporto                 | 1                       | 2                       | 3                       | 4ƒ                      | 5ƒ                      | 6ƒ                      | 7                       | 8ƒ                      | 9                       | 10ƒ                     | 11                      | 12                      | 13                      | Roadblock completati |
| ----------------- | ------------------------ | ----------------------- | ----------------------- | ----------------------- | ----------------------- | ----------------------- | ----------------------- | ----------------------- | ----------------------- | ----------------------- | ----------------------- | ----------------------- | ----------------------- | ----------------------- | -------------------- |
| Rob e Brennan     | Avvocati / Amici         | 1ƒ                      | 3                       | 3                       | 6                       | 4                       | 3                       | 3                       | 3                       | 1                       | 1                       | 2                       | 1                       | 1                       | Rob 5, Brennan 7     |
| Frank e Margarita | Separati                 | 3                       | 4                       | 2                       | 4                       | 5                       | 1                       | 1ƒ                      | 2                       | 2                       | 2                       | 1                       | 2                       | 2                       | Frank 8, Margarita 3 |
| Joe e Bill        | Fidanzati                | 2                       | 2                       | 4                       | 1                       | 2                       | 2                       | 2                       | 4                       | 4ƒ                      | 4                       | 3                       | 3                       | 3                       | Joe 6, Bill 4        |
| Kevin e Drew      | Confratelli              | 9                       | 5                       | 1ƒ                      | 2                       | 1                       | 4                       | 4                       | 1                       | 3                       | 3                       | 4                       |                         |                         | Kevin 5, Drew 4      |
| Nancy e Emily     | Madre e figlia           | 10                      | 7                       | 8                       | 3                       | 3                       | 5                       | 5                       | 5                       | 5                       |                         |                         |                         |                         | Nancy 2, Emily 6     |
| Lenny e Karyn     | Fidanzati                | 4                       | 9                       | 7                       | 7                       | 6                       | 6                       | 6                       |                         |                         |                         |                         |                         |                         | Lenny 2, Karyn 4     |
| Paul e Amie       | Fidanzati                | 8                       | 6                       | 6                       | 4                       | 7                       |                         |                         |                         |                         |                         |                         |                         |                         | Paul 2, Amie 1       |
| Dave e Margaretta | Nonni                    | 7                       | 8                       | 5                       | 8                       |                         |                         |                         |                         |                         |                         |                         |                         |                         | Dave 2, Margaretta 0 |
| Pat e Brenda      | Mamme in carriera        | 5                       | 1ƒ                      | 9                       |                         |                         |                         |                         |                         |                         |                         |                         |                         |                         | Pat 1, Brenda 0      |
| Kim e Leslie      | Insegnanti / Coinquiline | 6                       | 10                      |                         |                         |                         |                         |                         |                         |                         |                         |                         |                         |                         | Kim 1, Leslie 0      |
| Matt e Ana        | Sposati                  | 11                      |                         |                         |                         |                         |                         |                         |                         |                         |                         |                         |                         |                         | Matt 0, Ana 0        |

## Riassunto della gara

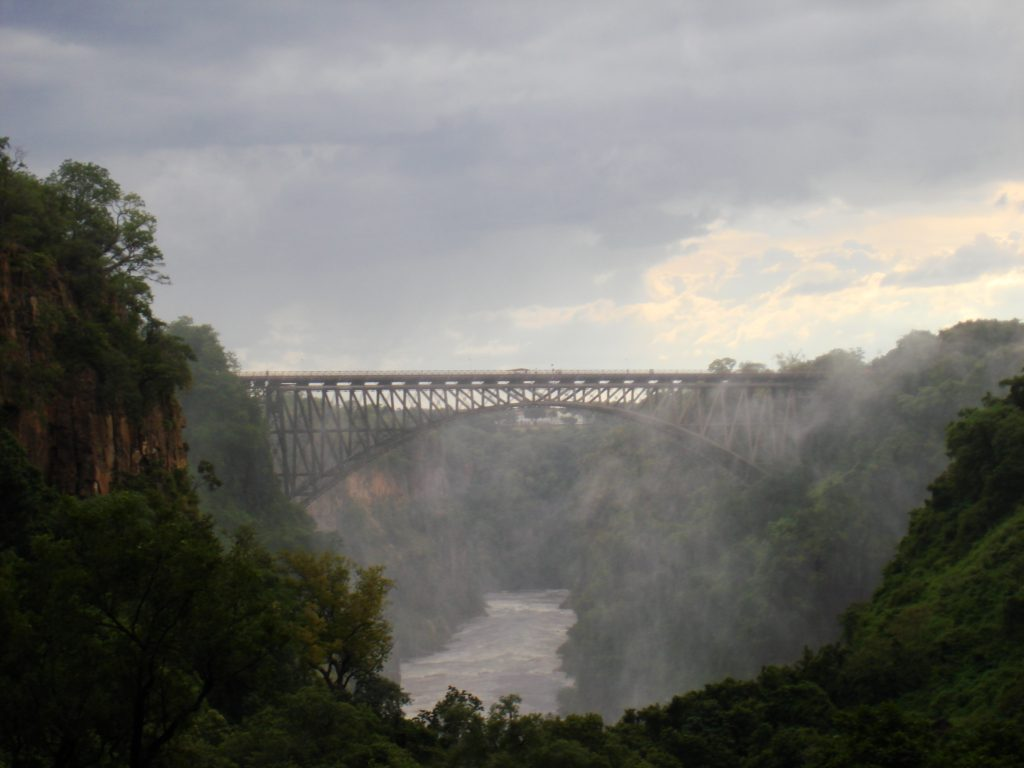
Le Cascate Vittoria sono state la prima località visitata da The Amazing Race

### 1ª tappa (Stati Uniti → Sudafrica → Zambia)
- New York, Stati Uniti  (Central Park, linea di partenza)
- da New York (Aeroporto internazionale John F. Kennedy) a Johannesburg, Sudafrica  (Aeroporto di Johannesburg)
- Johannesburg (Aeroporto di Lanseria)
- da Johannesburg (Aeroporto di Lanseria) a Livingstone, Zambia  (Aeroporto di Livingstone)
- Livingstone (Cascate Vittoria - "Knife's Edge")
- Livingstone ("Boiling Pot", Zambesi)
- Livingstone (Batoka Gorge)
- Villaggio di Songwe Archiviato il 14 febbraio 2009 in Internet Archive.  (non trasmesso)

Nel primo Fast Forward della gara, le squadre dovevano scendere a piedi fino al Boiling Pot. Nel Detour, la scelta è stata fra Air ("Aria": raggiungere il fondovalle per mezzo di una teleferica e un salto con l'elastico di 54 metri) e Land ("Terra": arrivare allo stesso punto a piedi). Il Roadblock, non trasmesso, è consistito nel mangiare un uovo di struzzo.

L'Arco di Trionfo di Parigi è stato il secondo Pit Stop di The Amazing Race 1

### 2ª tappa (Zambia & Botswana → Francia)
- Villaggio di Songwe (Museo di Songwe)
- Zambesi (Bundu Adventures)
- Villaggio di Mukuni
- da Johannesburg, Sudafrica (Aeroporto di Johannesburg) a Parigi, Francia  (Aeroporto di Parigi-Roissy)
- Parigi (Torre Eiffel)
- Parigi (Arco di Trionfo)

Nel Detour, la scelta è stata fra Near ("Vicino": recarsi in una giungla nelle vicinanze e trovare tre animali difficili da trovare – giraffa, impala, bufalo, zebra e rinoceronte) e Far ("Lontano": dirigersi in  Botswana per fotografare solo un elefante). Il Roadblock è consistito nel salire fino a metà della Torre Eiffel e da lì individuare il Pit Stop. Il Fast Forward è consistito in una discesa in canoa lungo le rapide del fiume Zambesi.
Prova aggiuntiva: le squadre hanno partecipato ad una tradizionale cerimonia di benvenuto al villaggio di Mukuni.

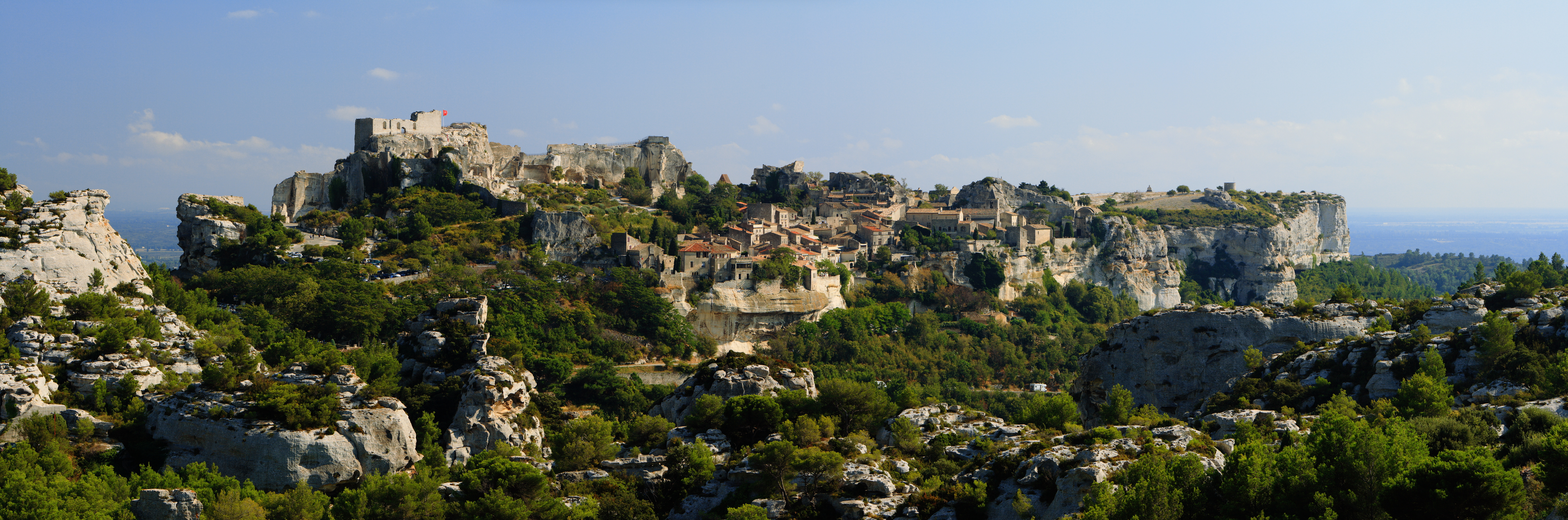
Una vista panoramica di Les Baux-de-Provence

### 3ª tappa (Francia)
- Parigi (Roue de Paris)
- Parigi (Mariage Frères)
- Parigi (Hôtel de Ville)
- Parigi (Place du Châtelet)
- da Parigi (Gare de Paris Lyon) a Marsiglia (Gare de Marseille Saint-Charles)
- Les Baux-de-Provence

Nel Detour la scelta è stata tra Tough Climb ("Scalata difficile": salire i 297 gradini della torre della cattedrale di Notre-Dame e suonare una campana) e Easy Walk ("Camminata facile": trovare la statua di un gatto posizionata sotto il pendolo di Foucault del Pantheon). Il Roadblock è consistito nell'andare dall'Hôtel de Ville a Place du Châtelet attraverso le fogne parigine. Il Fast Forward  è consistito nel trovare una piccola sala da tè nel centro di Parigi.

### 4ª tappa (Francia → Tunisia)
- da Marsiglia (Porto di Marsiglia) a Tunisi, Tunisia  (La Goletta)
- Tunisi (Bab Bhar)
- Sidi Bou Said  (non usato, né trasmesso)
- El Jem (Anfiteatro di Thysdrus)

Nel Detour la scelta è stata tra Full Body Brew ("Infusione completa": trovare un piccolo caffè senza l'aiuto di una mappa) e Full Body Massage ("Massaggio completo": trovare una sala per messaggi e sottoporsi a un massaggio della durata di venti minuti). Il Roadblock è consistito nel trovare l'indizio successivo nei sotterranei dell'Anfiteatro di Thysdrus. Il Fast Forward, inutilizzato, sarebbe consistito in una battuta di pesca al porto di Sidi Bou Said.
Prova aggiuntiva: le squadre hanno ricevuto come indizio la bandiera della Tunisia per sapere dove dirigersi, e la foto di un uomo da trovare una volta arrivati a destinazione.

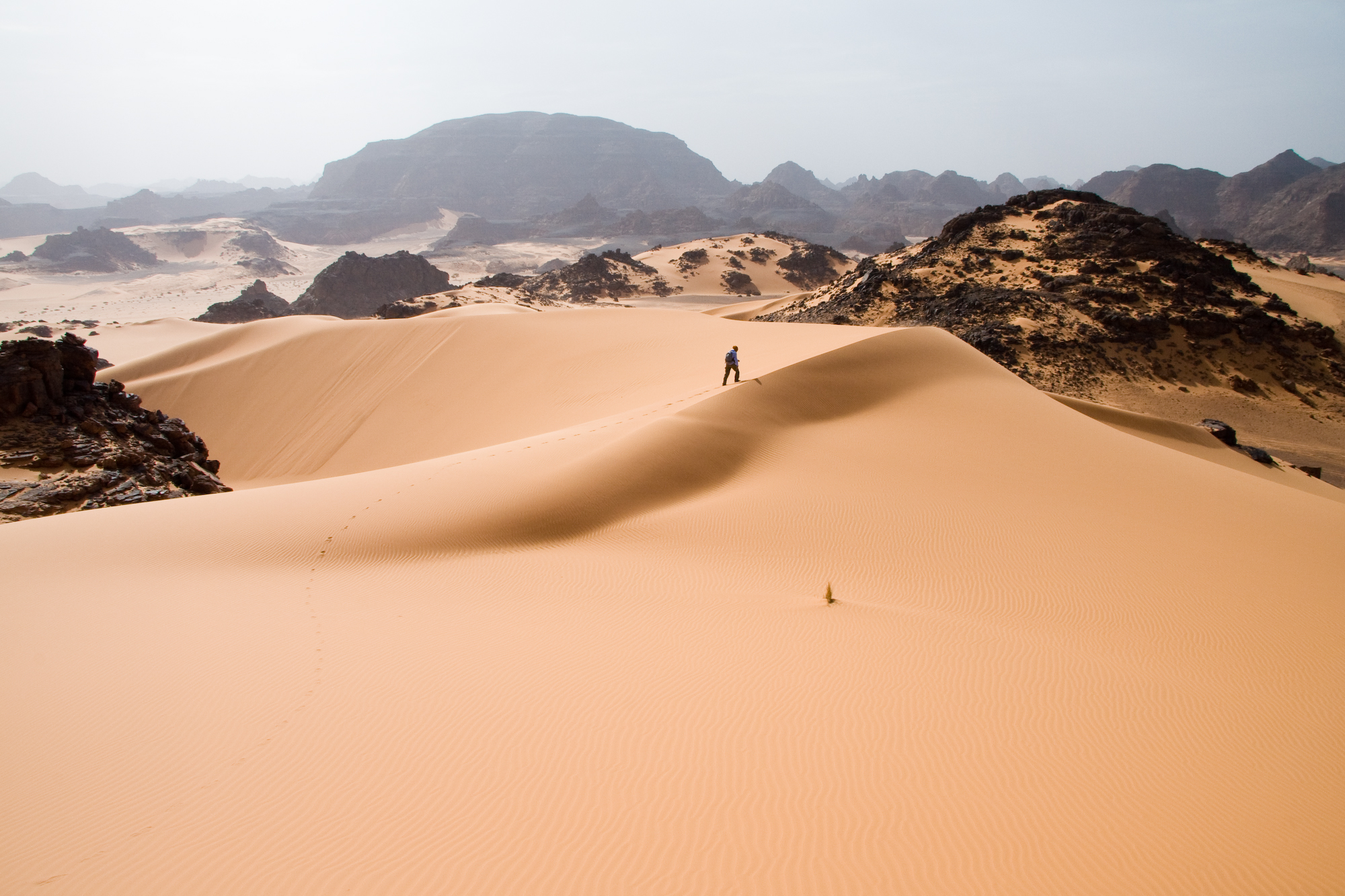
Il percorso di The Amazing Race 1 è passato per il deserto del Sahara nella quinta tappa

### 5ª tappa (Tunisia)
- Tataouine (monumento del Globo)
- Sahara
- Sahara (Ksar Hadada)
- Sahara (Ksar Ghilane)

Nel Detour la scelta è stata tra Listening ("Ascolto": trovare uno dei set di Guerre stellari, prendere un walkie talkie e usarlo per trovarne un altro nascosto in zona) e Puzzling ("Rompicapo": vincere una partita in un gioco di dadi tunisino). Il Roadblock è consistito nel cavalcare un cammello, guidato dall'altro compagno di squadra e giungere al traguardo situato nel deserto con il solo aiuto di una bussola e di una serie di indicazioni.

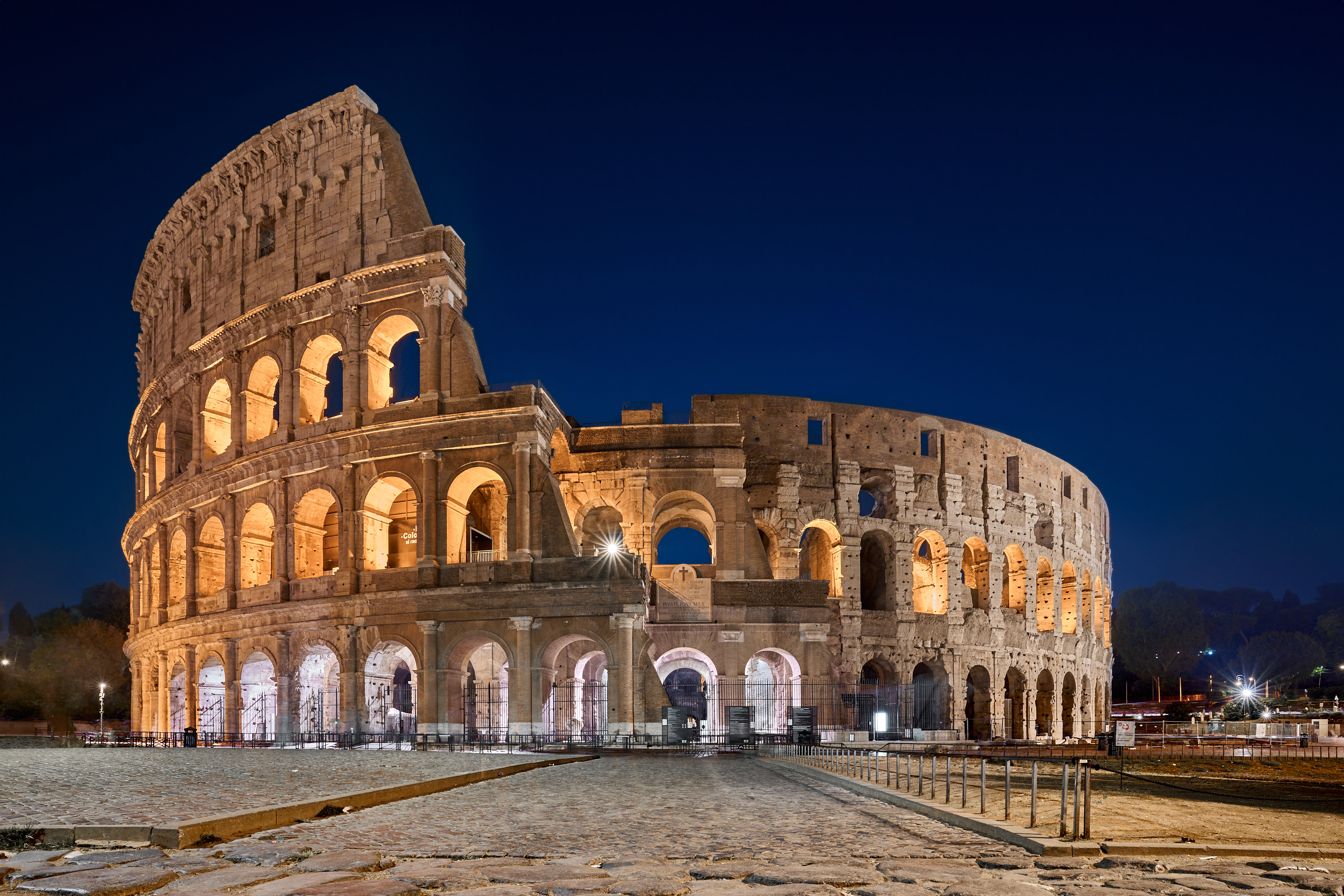
Il Colosseo è stato visitato durante la sesta tappa

### 6ª tappa (Tunisia → Italia)
- da Gabès a Tunisi
- da Tunisi (Aeroporto di Tunisi-Cartagine) a Roma, Italia  (Aeroporto di Roma-Fiumicino)
- Roma (Colosseo) 
  - Roma (Villa del Priorato di Malta)  (non usato, né trasmesso)
- Roma (Stazione di Roma Termini) a Modena (Stazione di Modena)
- Castelfranco Emilia
- San Cesario sul Panaro (Modena) (Pagani Automobili)
- Sant'Agata Bolognese (Piazza centrale)

Nel Detour, la scelta è stata tra Foot ("Piede": trovare la statua di un piede) e Hoof ("Zoccolo": trovare una statua, a partire dalla foto di uno zoccolo). Il Roadblock è consistito nel guidare una Smart fino al Pit Stop di Sant'Agata Bolognese, usando solo una cartina in italiano. L'altro componente della squadra è stato portato a destinazione a bordo di una Pagani Zonda.

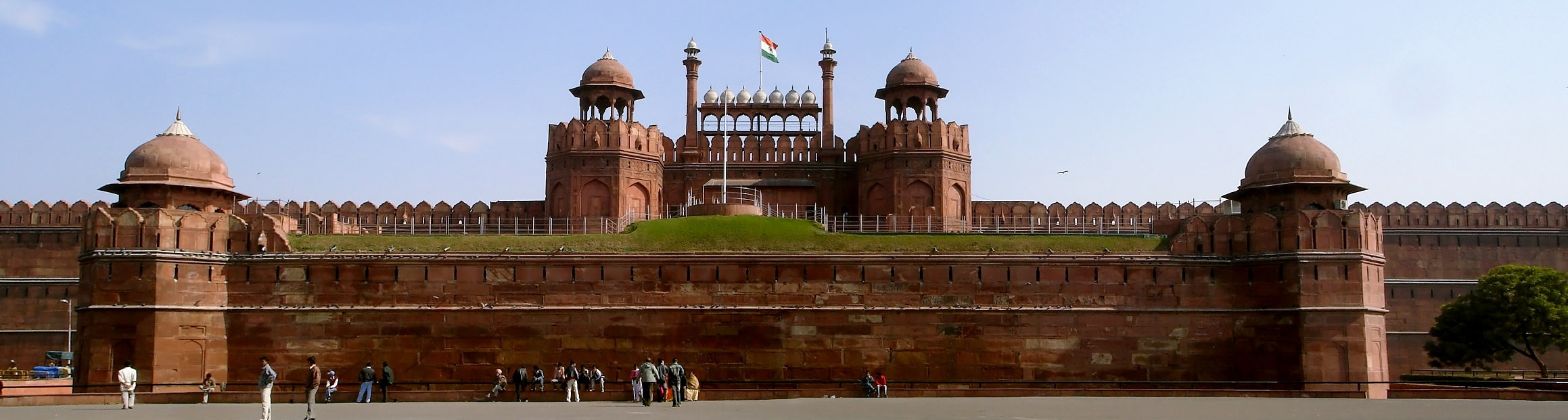
Il Red Fort di Delhi

### 7ª tappa (Italia → India)
- Sant'Agata Bolognese (Piazza centrale)
- Ferrara (Castello Estense)
- Ferrara (Stazione di Ferrara)
- da Roma (Aeroporto di Roma-Fiumicino) / Milano (Aeroporto di Milano-Malpensa) a Delhi, India  (Aeroporto internazionale Indira Gandhi)
- Delhi (Forte Rosso - Chandni Chowk)
- Agra, Uttar Pradesh (Taj Khema Hotel)

Nel Detour, la scelta è stata fra Glide ("Plana": un volo in aliante con un pilota professionista) o Ride ("Vai in bici": saltare in sella a delle biciclette e seguire una mappa fino al prossimo indizio). Il Fast Forward è consistito nel trovare il Castello Estense e percorrerne il fossato con una barca per trovare l'indizio. Il Roadblock è consistito nel noleggiare un risciò e trovare un negoziante nel Red Fort Market.

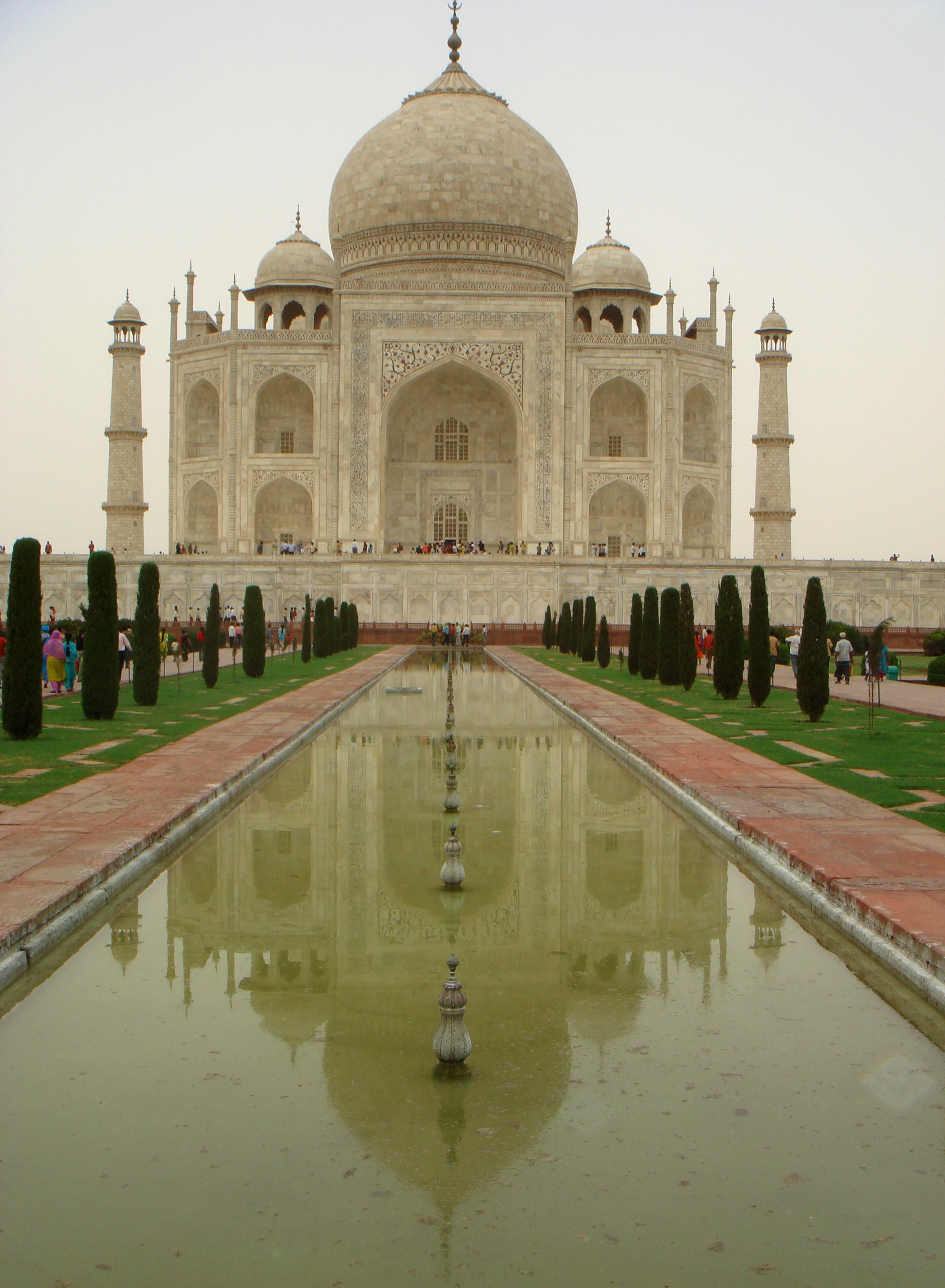
Il Taj Mahal, visitato durante l'ottava tappa

### 8ª tappa (India)
- Agra (Taj Mahal)  (non usato, né trasmesso)
- Jaipur, Rajasthan (Hawa Mahal)
- Deshnoke (Karni Mata)
- Bikaner (Laxmi Niwas Palace)

Nel Detour, la scelta è stata fra Elephant ("Elefante": viaggiare in elefante per incontrare un santone all'Amber Fort) e Rowboat ("Barca a remi": viaggiare in barca per incontrare un santone al Jal Mahal). Il Roadblock è consistito nel trovare una cassetta degli indizi nel tempio di Karni Mata, dedicato ai topi e infestato dai roditori, indossando solo i calzini. Il Fast Forward, inutilizzato, sarebbe consistito nel viaggiare fino all'osservatori astronomico di Jantar Mantar e salire i "22 o 33 gradini".

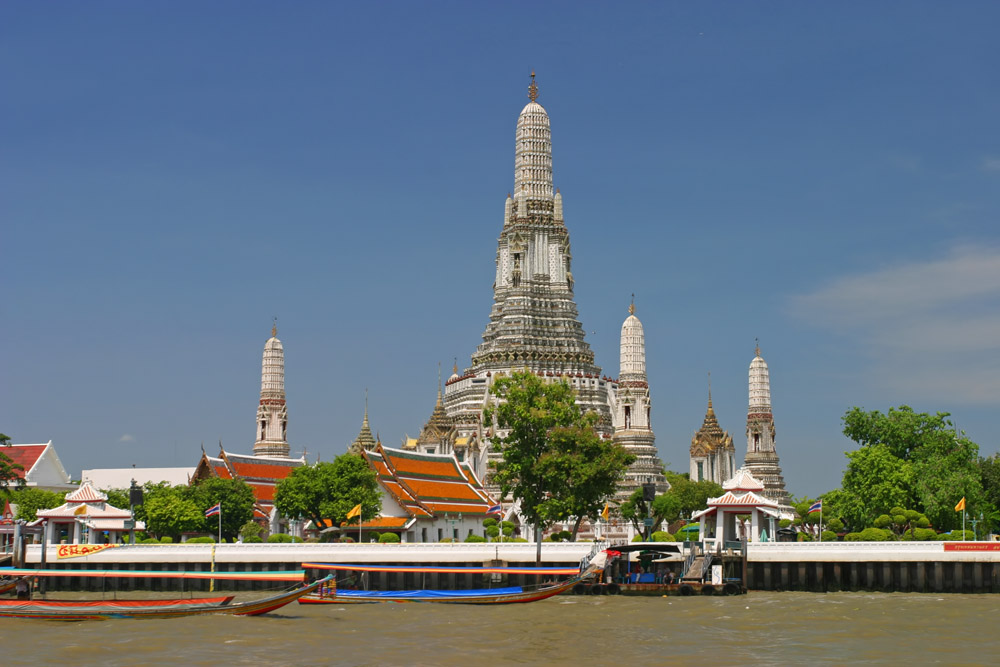
Il Tempio dell'alba di Bangkok

### 9ª tappa (India → Thailandia)
- da Delhi (Aeroporto internazionale Indira Gandhi) a Bangkok, Thailandia  (Aeroporto internazionale Don Mueang)
- Bangkok (Tempio dell'alba)
- Bangkok (Tempio del Buddha sdraiato)
- Kanchanaburi (Tiger Temple)
- Krabi (Tiger Cave Temple)

Nel Detour, la scelta è stata tra Public ("Pubblico": viaggiare in autobus fino alla prossima destinazione) e Private ("Privato": viaggiare in auto, trovata grazie solo ad un numero di targa). Il Fast Forward è consistito nel recarsi al tempio del Buddha sdraiato di Wat Pho e trovare la ciotola con il giusto numero di monete per partecipare a un rito. Il Roadblock è consistito nell'attraversare una fossa piena di tigri.

### 10ª tappa (Thailandia)
- Railay Beach (King's Climbing)
- Railay Beach (Thaiwand Wall)  (non usato, né trasmesso)
- Bo Tor, Ao Luk (Sea, Land and Trek)
- Chicken Island
- Pai Plong Beach

Nel Detour, la scelta è stata fra Hike ("Cammina": fare un lungo percorso a piedi per raggiungere l'indizio) e Climb ("Scala": scalare un muro per poi prendere una barca). Il Roadblock è consistito nell'usare un kayak fino ad una caverna, contenente attrezzatura da sub e l'indizio successivo.
Prova aggiuntiva: usando l'attrezzatura da sub, le squadre hanno dovuto raggiungere l'indizio successivo a nuoto.

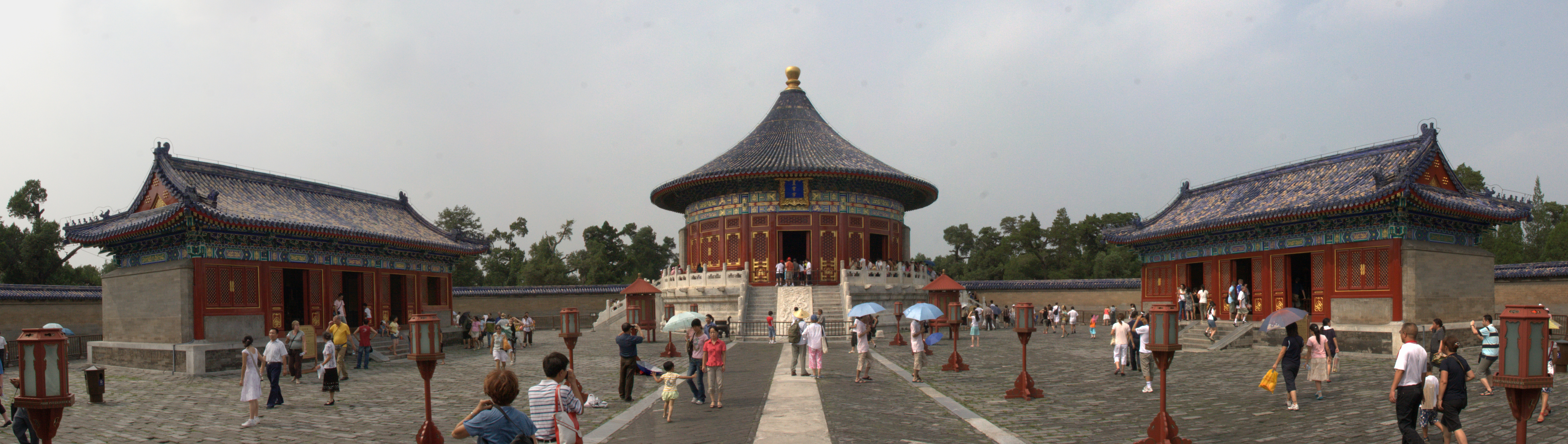
Il Tempio del cielo di Pechino

### 11ª tappa (Thailandia → Cina)
- da Phuket (Aeroporto di Phuket) a Pechino, Cina  (Aeroporto internazionale di Pechino)
- Pechino (Jingshan)
- Pechino (Mercato di Hongqiao)
- Pechino (Mercato notturno di Donghuamen)
- Pechino (Tempio del cielo)

Nel Detour, la scelta è stata tra Volley (giocare con un giocatore professionista di ping pong fino a segnare cinque punti) e Rally (attraversare la città per mezzo di autobus, scooter e risciò). Il Roadblock è consistito nel mangiare alcuni piatti tradizionali cinesi, fra cui zampe di gallina, larve e calamari.
Prova aggiuntiva: al mercato di Hongqiao, le squadre hanno dovuto comprare gli ingredienti per il Roadblock successivo, basandosi su una lista scritta in cinese.

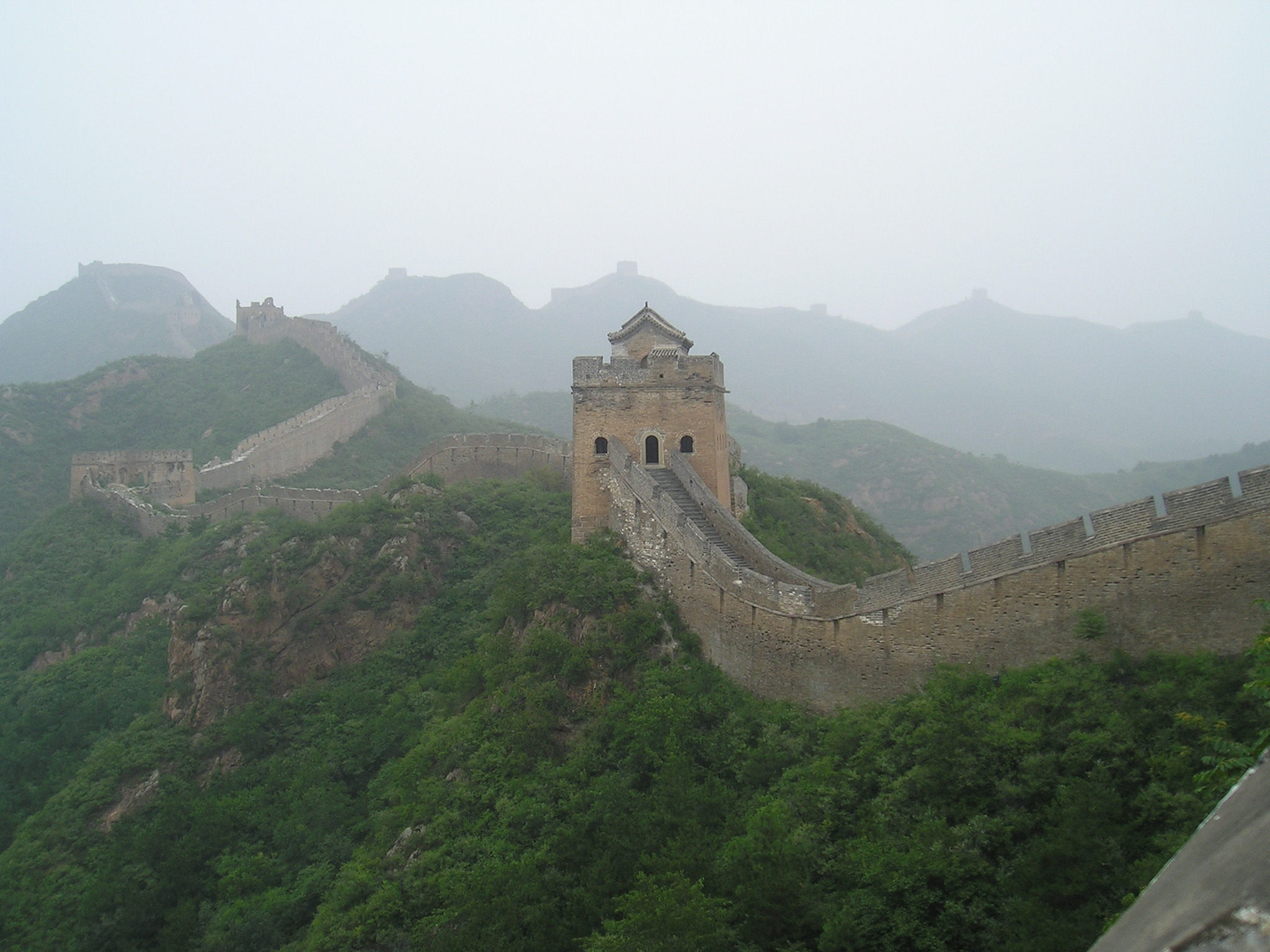
La grande muraglia cinese, visitata nella dodicesima tappa

### 12ª tappa (Cina → Stati Uniti)
- Pechino (Tempio del cielo)
- Grande muraglia cinese (Passo Juyongguan)
- da Pechino (Aeroporto internazionale di Pechino) a Anchorage, Alaska, Stati Uniti  (Aeroporto Internazionale di Anchorage)
- Lago Scotty (North Country Bed and Breakfast)
- Lago Scotty (Blanket Toss Area)
- Ghiacciaio Matanuska
- Denali State Park (Parks Highway, miglio 131)
- Capanna nei boschi

Nel Detour, la scelta è stata tra Flat ("Piatto": arrivare alla Grande Muraglia seguendo un percorso piuttosto agevole) e Steep ("Ripido": arrivarci con un percorso accidentato, ma più rapido). Il Roadblock, in Alaska, è consistito in una scalata del ghiacciaio Matanuska.
Prove aggiuntive: al Tiantan Park, le squadre hanno dovuto trovare una gara di aquiloni per prendere l'indizio. In seguito, dopo aver passato la notte in un Bed & Breakfast sul lago Scotty, le squadre hanno dovuto usare un trampolino elastico per vedere l'indizio, posizionato a grande distanza.

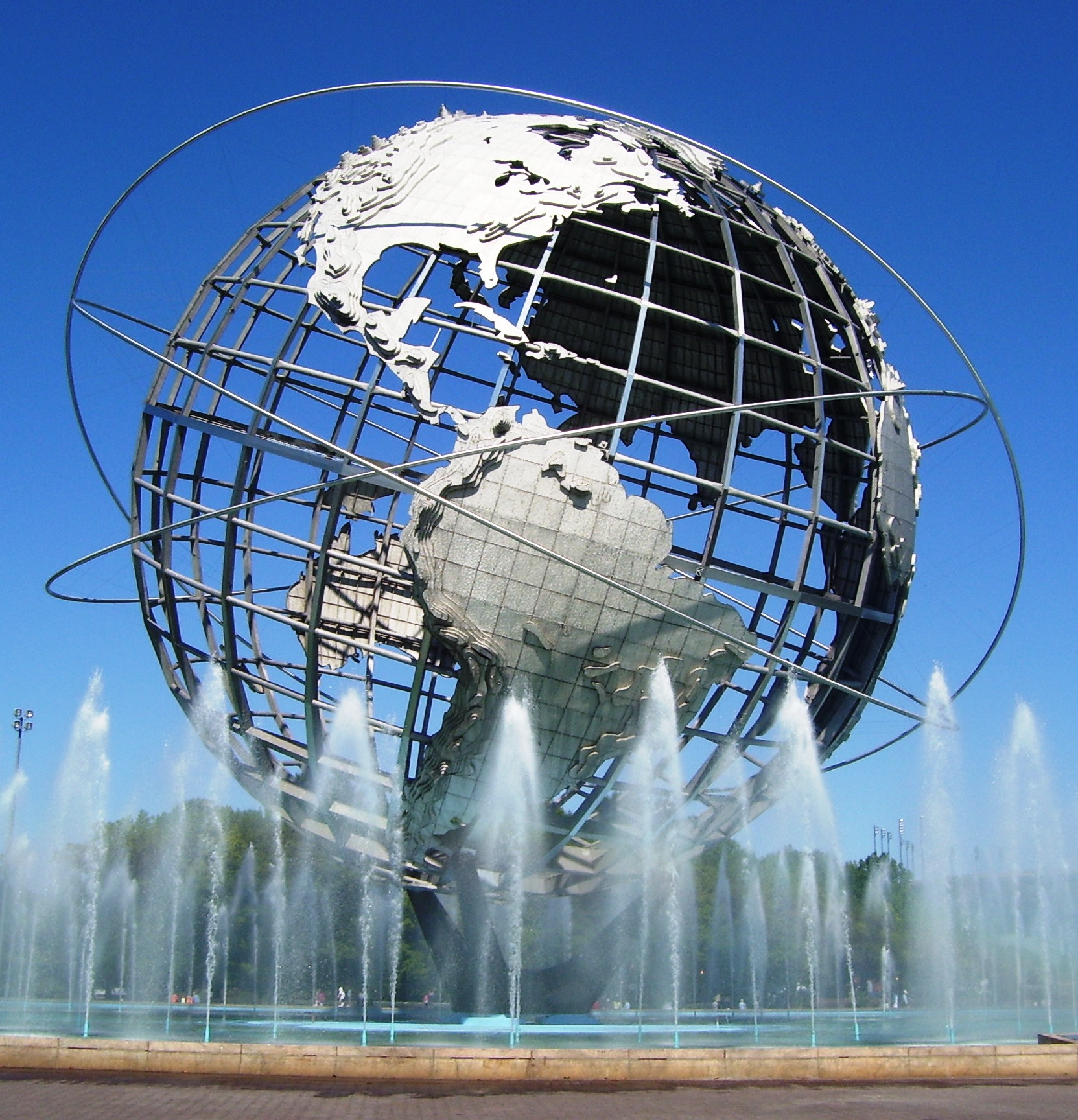
La Unisphere al Flushing Meadows Park è stato il traguardo di The Amazing Race 1

### 13ª tappa (Stati Uniti)
- Takosha Lodge
- Talkeetna (Lago Fish)
- da Anchorage (Aeroporto Internazionale Ted Stevens di Anchorage) a Newark, New Jersey (Aeroporto di Newark-Liberty)
- Queens, New York City, New York (Vincent Daniels Square)
- New York City (Flushing Meadows Park)  (Traguardo finale)

Nell'ultimo Detour della gara, la scelta è stata fra Dog Power ("Energia canina": guidare una slitta trainata da cani fino all'indizio) e Horsepower ("Cavalli vapore": arrivare all'indizio in motoslitta, ma seguendo un tracciato molto più lungo). Nell'ultimo Roadblock uno dei componenti di ogni squadra è dovuto rimanere in biancheria intima o in costume da bagno e immergersi completamente nelle acque gelide del lago Fish.